# Jemma Nunu Kumba
Jemma Nunu Kumba (sinh năm 1966) là một chính trị gia người Nam Sudan.

## Đầu đời
Jemma Nunu Kumba được sinh ra ở Tombura County của Western Equatoria. Trong thời thơ ấu, bà chuyển từ Tombura County đến một trại tị nạn ở Trung Phi. Sau đó bà học trung học từ năm 1983 đến 1986 tại Juba.

## Sự nghiệp
Vào những năm 1990, Kumba làm quản trị viên của một công ty có mối quan hệ với Quân đội Giải phóng Nhân dân Sudan (SPLA) và sau đó làm điều phối viên cho Hội đồng Giáo hội New Sudan. Khi chồng bà được bổ nhiệm làm đại diện của Phong trào Giải phóng Nhân dân Sudan (SPLM) tới Namibia, Kumba đã chuyển đi cùng anh. Khi ở Nambia, bà theo học tại Đại học Namibia, học ngành hành chính công từ năm 1999 đến 2002. Năm 2002, bà đã tham gia các cuộc đàm phán hòa bình thay mặt cho SPLM ở Kenya. Sau Thỏa thuận hòa bình toàn diện (CPA) năm 2005, bà là thành viên của quốc hội tại Khartoum. Kumba là thành viên của đảng SPLM.
Kumba là người phụ nữ đầu tiên làm thống đốc sau CPA. Bà bổ nhiệm Thống đốc Nhà nước Xích đạo phương Tây năm 2008  bà đã thua cuộc bầu cử tháng 4 năm 2010 cho thống đốc Bangassi Joseph Mario Bakosoro.
Vào ngày 10 tháng 7 năm 2011, được bổ nhiệm làm Bộ trưởng Bộ Kế hoạch Nhà ở và Vật lý trong Nội các Nam Sudan. Vào ngày 3 tháng 8 năm 2013, Tổng thống Nam Sudan Salva Kiir Mayardit đã xáo trộn một số bộ trưởng và đại biểu, chuyển Kumba sang Bộ trưởng Bộ Điện, Đập, Thủy lợi & Tài nguyên Nước. Đến tháng 7 năm 2016, bà là Bộ trưởng Bộ Bảo tồn và Du lịch Động vật hoang dã.
Vào tháng 10 năm 2015, Chủ tịch Kiir Mayardit, đã bổ nhiệm Kumba giữ chức phó tổng thư ký của SPLM. Đồng thời, Salva Kiir đã giải tán các thư ký quốc gia và giao nhiệm vụ cho Kumba giới thiệu các thư ký đảng mới. Bà thay thế Anne Itto Leonardo ở vị trí phó tổng thư ký của SPLM. Kumba đã tuyên thệ vào ngày 13 tháng 11 năm 2015.

## Cuộc sống cá nhân
bà kết hôn với Festo Kumba, cựu bộ trưởng Bộ Tài nguyên và Thủy sản. Hai vợ chồng có bốn đứa con.